# Гейтуей (компютърни мрежи)
 Тази статия е за термина от компютърните мрежи.  За фантастичния роман вижте Гейтуей.  
Гейтуей (на английски: gateway) или още шлюз, е рутер, прокси сървър или софтуер, който свързва различни телекомуникационни мрежи, използващи несъвместими протоколи (например локални и глобални). Използва се широко при свързване на локалната мрежа (локалния компютър) или безжична LAN с интернет или други WAN мрежи. Самият компютър също може да бъде конфигуриран да изпълнява ролята на гейтуей.
Гейтуеят представлява мрежова точка, която действа като врата за преход към друга компютърна мрежа.